# Democràcia islàmica
Es coneix com a democràcia islàmica a una tendència ideològica i política que promulga que els principis democràtics són compatibles i complementaris amb els valors de l'islam, i que l'Islam és una cultura i institució inherentment democràtica.
Per als partidaris de la democràcia islàmica, l'Islam és democràtic des del seu origen, quan després de la mort del profeta Mahoma es va discutir l'elecció de qui seria el líder de la comunitat islàmica (el Califa) i es va dir que aquest havia de ser escollit entre tota la comunitat, permetent votar a tots els musulmans, i que qualsevol podia ser triat, fins i tot un esclau negre. No obstant això després dels quatre primers califes, l'elecció del Califa en general va ser un afer dinàstic i successori.
Diverses nacions islàmiques disposen de governs democràtics segons els criteris occidentals, alguns d'ells són estats seculars com Turquia, Tunísia, o Indonèsia, a on els partits islàmics assumeixen un rol similar al dels partits demòcrata cristians d'occident, en altres casos com el de l'Iran, el govern és pràcticament teocràtic, a Iran la Xaria o llei islàmica, és la font de la legislació, però es realitzen processos electorals per escollir al president i a altres càrrecs públics. El líder suprem de l'Iran, és l'Aiatol·là Ali Khamenei.